# Acacia pinetorum
Acacia pinetorum é uma espécie de leguminosa do gênero Acacia, pertencente à família Fabaceae.